# یواس‌اس اوست (ای‌وی‌پی-۴)
یواس‌اس اوست (ای‌وی‌پی-۴) (به انگلیسی: USS Avocet (AVP-4)) یک کشتی بود که طول آن ۱۸۷ فوت ۱۰ اینچ (۵۷٫۲۵ متر) بود. این کشتی در سال ۱۹۱۸ ساخته شد.